# Douchy-les-Mines
Douchy-les-Mines is een gemeente in het Franse Noorderdepartement (Frans: département du Nord) (regio Hauts-de-France). De plaats maakt deel uit van het arrondissement Valenciennes. Douchy-les-Mines telde op 1 januari 2022 10.112 inwoners.

## Geografie
De oppervlakte van Douchy-les-Mines bedroeg op 1 januari 2022 9,2 vierkante kilometer; de bevolkingsdichtheid was toen 1.099,1 inwoners per km².

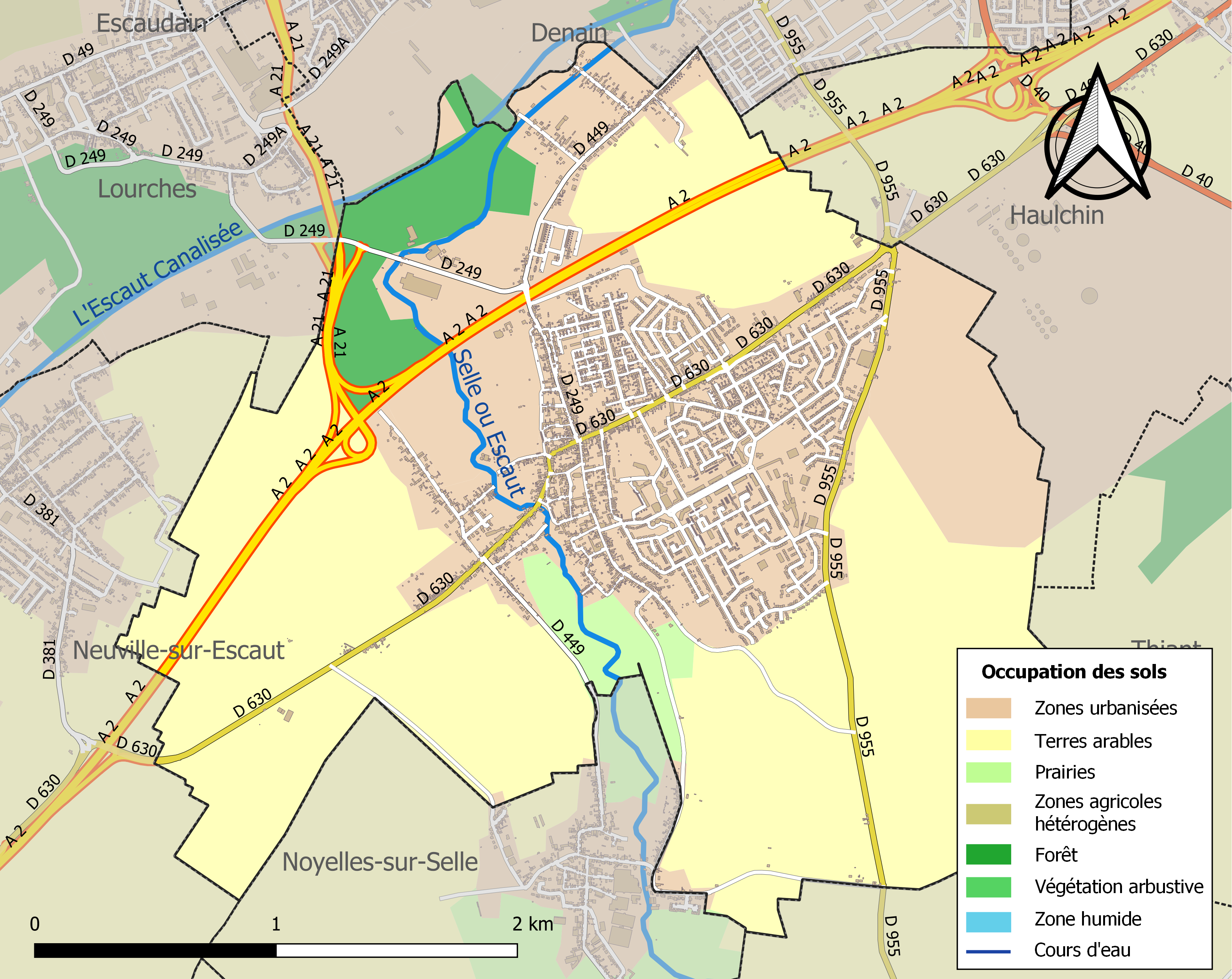
Kaart van de gemeente met belangrijkste infrastructuur, bodemgebruik en omliggende gemeenten

## Demografie
Onderstaande figuur toont het verloop van het inwonertal (bron: INSEE-tellingen).